# Матей Преспански
Матей е православен духовник, епископ на Охридската архиепископия от XVII век.
Матей Преспански е споменат единствено в двата надписа на Сливнишкия манастир и като епархийски архиерей и като ктитор. Единият надпис е в наоса от 1606/1607 година, а вторият е в трема от 1614 година. Традиционно на този архиерей се приписва заслугата за употребата на славянски език и за изписването на най-старото грепово изображение на Светите Седмочисленици в притвора в Сливнишкия манастир. Според Виктория Поповска-Коробар идейната програма на стенописите в манастира навежда на мисли за съвпадение на Матей Преспански и известния книжовник йеромонах Матей Слепченски от втората половина на XVI век.